# Pedro Jisdonian
Pedro Federico Jisdonian Takessian (Montevideo, 30 de marzo de 1984) es un abogado y político uruguayo perteneciente al Partido Nacional, miembro de la Cámara de Representantes desde 2020.

## Biografía
Nació en Montevideo, en el seno de una familia de origen armenio. Comenzó a militar en el Partido Nacional a los dieciséis años de edad, y entre 2006 y 2007 fue presidente de su ala juvenil en la capital. Se graduó de la Facultad de Derecho de la Universidad de la República con el título de abogado.
En la XLVIII Legislatura (2015-2020) fue diputado suplente de Graciela Bianchi. En las elecciones generales de 2019 fue electo Representante Nacional para la XLVI Legislatura (2020-2025). En el cargo, presentó y redactó el proyecto de ley para la ampliación de la licencia paternal. Asimismo, presidió la comisión de deporte y la de trabajo y seguridad social. En abril de 2022 asumió como coordinador de la bancada nacionalista en la Cámara de Representantes.
En mayo de 2023, asumió como presidente de la Comisión Departamental de Montevideo del Partido Nacional, tras la renuncia de Laura Raffo para presentarse a las elecciones internas de 2024. En las elecciones generales de 2024, fue el segundo candidato a la Cámara de Representantes en la Lista 404 de Montevideo, siendo reelecto en su escaño.